# Mikes János (főrend)
Zabolai Mikes János, gróf (1804. november 9. – Budapest, 1880. október 1.) politikus, országgyűlési képviselő, főrendiházi tag, mecénás.

## Származása, családja
Gróf Mikes János születési helye egyelőre nem ismert. Apja, idősebb zabolai Mikes János gróf (?–1815. február 14.) császári és királyi kamarás, főkormányszéki tanácsos, aki a 18. század elején elágazott (1693-tól bárói, 1696-tól grófi rangú) ősi székely Mikes család Ferenc ágának szülötte volt. Anyja, gróf Mikes Rozália (meghalt 1821. augusztus 9.) ugyancsak a Mikes család leszármazottja, de ő a 18. század elejei István ágból származott.A népes családban ifjabb Mikes Jánosnak két fiútestvére (egyik már 1819-ben elhunyt) mellett nyolc, később férjezett leánytestvére is volt, akik megérték a felnőttkort.

## Pályafutása
Jogi tanulmányait 1821–1823 között a kolozsvári királyi líceumban végezte, majd a kor szokása szerint külföldi tanulmányutakon szélesítette látókörét. Fő tevékenysége a több megye területén fekvő birtokok ügyeinek intézése mellett 1824-től a reformkori erdélyi országgyűléseken való megjelenés volt, ahol is a liberális párt elveit fogadta el, s tevékenyen részt vett a támogatók és a párt érdekeinek szervezésében, olyannyira, hogy kortársai a „tutor” nevet ragasztották rá.
Mikes János az 1834–35. évi kolozsvári erdélyi diétán Doboka vármegye, az 1837–38. évi nagyszebeni országgyűlésen pedig Kolozsvár egyik követeként vett részt. Az 1841–43-as, az 1846–1847 közötti és az 1848. május–júliusi erdélyi diétákon a királyi hivatalosok között kapott meghívást. 
„Nagy Iván szerint Mikes »1848 előtt színház, conservatorium s minden művészeti egylet elnöke, pártfogója, ellenzéki tag, s 1848-ban a kolosvári nemzetőrség főparancsnoka« volt.”
Az 1833. június 3-án Kendeffy Ádám gróf házában megalakult kolozsvári kaszinó egyik alapítója volt, s céljuk szerint egy muzeális anyagokból álló gyűjteményt is létre szándékoztak hozni, mely 1837-re egyre gyarapodva, a későbbi Erdélyi Múzeum csíráját hordozta magában. A kolozsvári „muzsikai Conservatorium” elnöke volt, s az erdélyi állandó magyar színjátszás megteremtésében is részt vett az erdélyi országgyűlés által 1843. január 7-én megszavazott országos színházi bizottság tagjaként, amely a szentesítés késedelme miatt a törvényjavaslat végrehajtása mellett döntött, így ez is az erdélyi magyar nemzeti színjátszás kezdetét jelenti. 
De nem csak a kultúra, hanem a gazdaság előmozdítása is szívügye volt. Részvényesként jelentkezett a kolozsvári cukorgyár alapításához, 1845. december 14-én a Kolozsvári Iparegylet elnökének választotta. Kolozsvár városképének alakításában is tevékenyen részt vett, tagja volt pl. a sétatér kialakítását tervező bizottságnak 1838-ban.
1848-ra készült el végleg a kortársak által Kolozsvár legszebb épületének tartott háza, ahol 1845-ben Vörösmarty is megszállt, s a kulturális és szabadelvű politikai élet egyik központja volt.
1848 áprilisában, májusában jelentős politikai sikert ért el, az uzoni katonai lázadás lecsendesítésével. Zeyk Károllyal együtt, mint kinevezett erdélyi főkormányszéki biztosok az erdélyi cs. kir. főhadparancsnokság április 25-i parancsát (mely a háromszéki 15. – 2. székely – határőr-gyalogezred négy századát kiindította, és a határőrök által leadott körülbelül 1500–1700 kovás lőfegyvert Brassóba akarta szállíttatni) elmagyarázták és biztosítékokat adtak, hogy a háttérben nem a lefegyverzés, hanem a modernebb lőfegyverekre váltás – amint az később meg is történt –, illetve nem az itáliai hadszíntérre vezénylés – ami a lázongás fő indítéka volt –, hanem a császáriak által szított román mozgalmak miatt forrongó Torda és Nagyenyed biztosítása.
Már 1848. március 20. körül elindult a pesti forradalom hírére Kolozsvár önvédelmének szervezése, s ennek élére ezredesi rangban Mikes Jánost állították. Májusra 10 gyalog-, 1 vadász- és 1 lovasszázadból álló városi nemzetőrséget sikerült felállítania mintegy 1000 lőfegyverrel, s kiképzésüket, ellátásukat is megoldotta. Majd a május 30-án kimondott Unió után a honvédtoborzás irányításával megbízott háromfős bizottságnak is tagja volt, főként a pénzügy és az élelmezés területe tartozott hozzá. Elégedetten vehette tudomásul, hogy a legnagyobb sikerrel a 11. kolozsvári honvédzászlóalj felállítása járt.
Az 1848. július 2-án megnyíló pesti népképviseleti országgyűlésre Kolozs vármegye gróf Mikes Jánost és Zeyk Károlyt választotta meg „ellenfelek nélkül”, s ők a 48-as kormány mellett letették hitvallásukat. Az országgyűlésen felmerült előterjesztések szavazásánál sok esetben (ma is pozitívnak ítélhető) állást foglalt. 
Az önvédelmi harc megindulása után szeptember 23-án „elmenetelt engedélyeztek” számára, s Kolozsvárra hazaérve, a város nemzetőrségének parancsnokaként megszervezte a védelmet, 1400 fős gyalogságból és lovasságból álló csapatot állított össze, de a túlerővel szemben november 16-án a város végül nem vette fel a harcot. 1849-ben mindenhova követte a kormányt és az országgyűlést, majd augusztus 4-én Görgei táborába, Aradról Nagyváradra ment.
A szabadságharc leverése után hadbíróság elé került, de 1850. július 20-án amnesztiát kapott, s a rendőri megfigyelések szerint „kemencei (Nagyváradi kerület) birtokára” húzódott, és gazdálkodott. 1853 körül visszatelepedett Pestre, s a megfigyelése ellenére volt ismerőseivel felvette a kapcsolatot. Idősebb Kandó Kálmán mellett ő volt a legbensőségesebb támogatója, barátja Deák Ferencnek, amint azt a Vasárnapi Ujság írta Salamon Ferenc történészt idézve „...független önállóságát és minden gondját arra fordította, hogy az öreg mellett egy valódi édes testvér helyét pótolja, ugy, hogy a Mikes név a történelemben már mint a legönzetlenebb, önfeláldozóbb ragaszkodás példája van megörökitve.” 1857-ben a marienbadi gyógyfürdőbe is elkísérte. 
Mikes rendőri felügyeletét csak 1857 januárjában függesztették fel. Az utolsó erdélyi országgyűlésen 1865-ben részt vett, s az 1865–1868-as pesti főrendiházi üléseken is jelen volt. Elnyerte a valóságos belső titkos tanácsosi címet is.

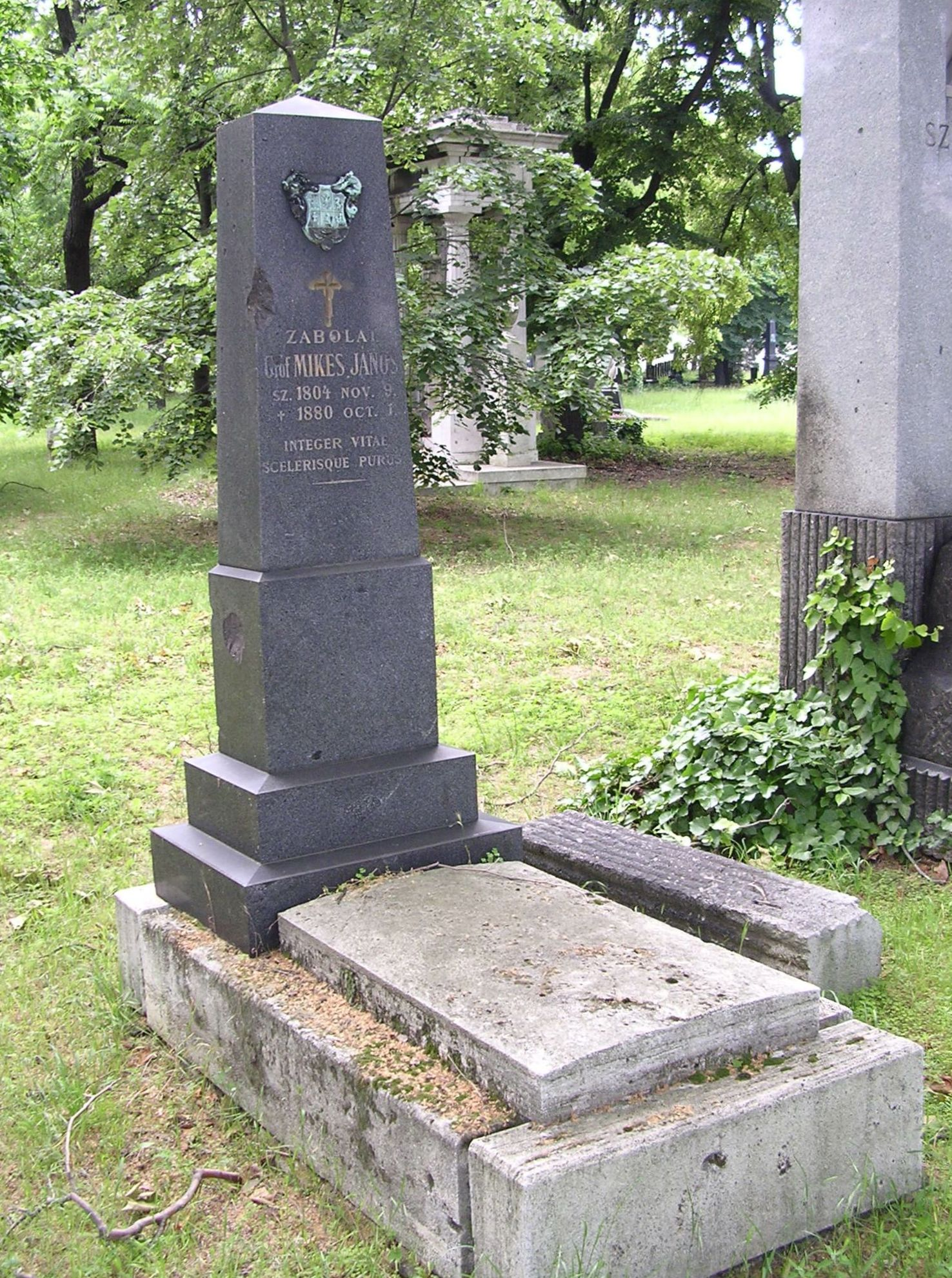
Zabolai gróf Mikes János sírja a Fiumei úti sírkertben (29-1-2)

Feleségével, akit szintén Mikes Rózának hívtak, nem születtek leszármazottaik.
1880. október 3-án helyezték végső nyugalomba. Sírja a Fiumei úti sírkertben található az 1848/49-es, illetve a szabadelvű politikusok nyughelyei mellett, a 29-es parcellában, Deák mauzóleuma körül. Sírverse Horatius közmondássá lett ódarészlete: „Integer vitae scelerisque purus.”